# Portugiesische Revolution von 1383
Mit Revolution von 1383 bezeichnet man in der Geschichte Portugals die Ereignisse, die zur Machtübernahme des Hauses Avis zwei Jahre später geführt haben.

## Vorgeschichte
Am 22. Oktober 1383 war mit Ferdinand I. dem Schönen der letzte Burgunderherrscher in Portugal gestorben. Da er keinen männlichen Erben hinterließ und Ferdinands Tochter Beatrix mit Johann I. von Kastilien verheiratet war, sollte Portugal an die kastilischen Könige fallen.
Zunächst übernahm Ferdinands Witwe Leonore Teles de Menezes als Regentin die Macht in Portugal zusammen mit ihrem Liebhaber Juan Fernández de Andeiro. Sie waren pro-kastilisch eingestellt, während das Volk Kastilien und den von kastilischer Seite gemachten  Autonomieversprechen misstraute. Johann I. ließ sich jedoch zum König von Portugal ausrufen und brach damit den Vertrag von Badajoz, mit dem der letzte Ferdinandinische Krieg beendet worden war.

## Ablauf
In Lissabon kam es im Dezember 1383 zu einem Aufstand der Handwerkerzünfte, durch den Leonore nach nur sechs Wochen Regentschaft gestürzt wurde. Johann von Avis, ein nichtehelicher Sohn König Peters I. und somit Halbbruder Ferdinands I., stellte sich an die Spitze des bewaffneten Aufstandes, brachte Lissabon unter seine Kontrolle und tötete Juan Fernandez de Andeiro. Mit Hilfe von Nuno Álvares Pereira konnte er andere große Städte dazu bewegen, sich dem Aufstand anzuschließen.
Die Cortes, das portugiesische Adelsparlament, erklärte Johann von Avis zum „Verteidiger des Vaterlands“. In der Auseinandersetzung spielte der Gegensatz zwischen Adel und Königshaus in Portugal eine Rolle. Auf Seiten Kastiliens stand damals vor allem der portugiesische Hochadel, der sich von Johann I. von Kastilien die Wiederherstellung alter, von den portugiesischen Königen usurpierter Privilegien erhoffte. Auf Seiten Johann von Avis’ stand dagegen vor allem der niedere Adel sowie das Bürger- und Bauerntum. Sie fürchteten, dass durch die Einverleibung Portugals Kastilien zu dominant würde und ihnen Ruin und Knechtschaft brächte.
Leonore, die nach den Ereignissen ins Exil geschickt worden war, bat in Kastilien ihren Schwiegersohn um Hilfe. Dieser sah die Entwicklungen als Bedrohung seiner Ansprüche auf Portugal und marschierte im folgenden Jahr mit seinen Truppen dort ein, um seinen Anspruch auf den portugiesischen Thron durchzusetzen.

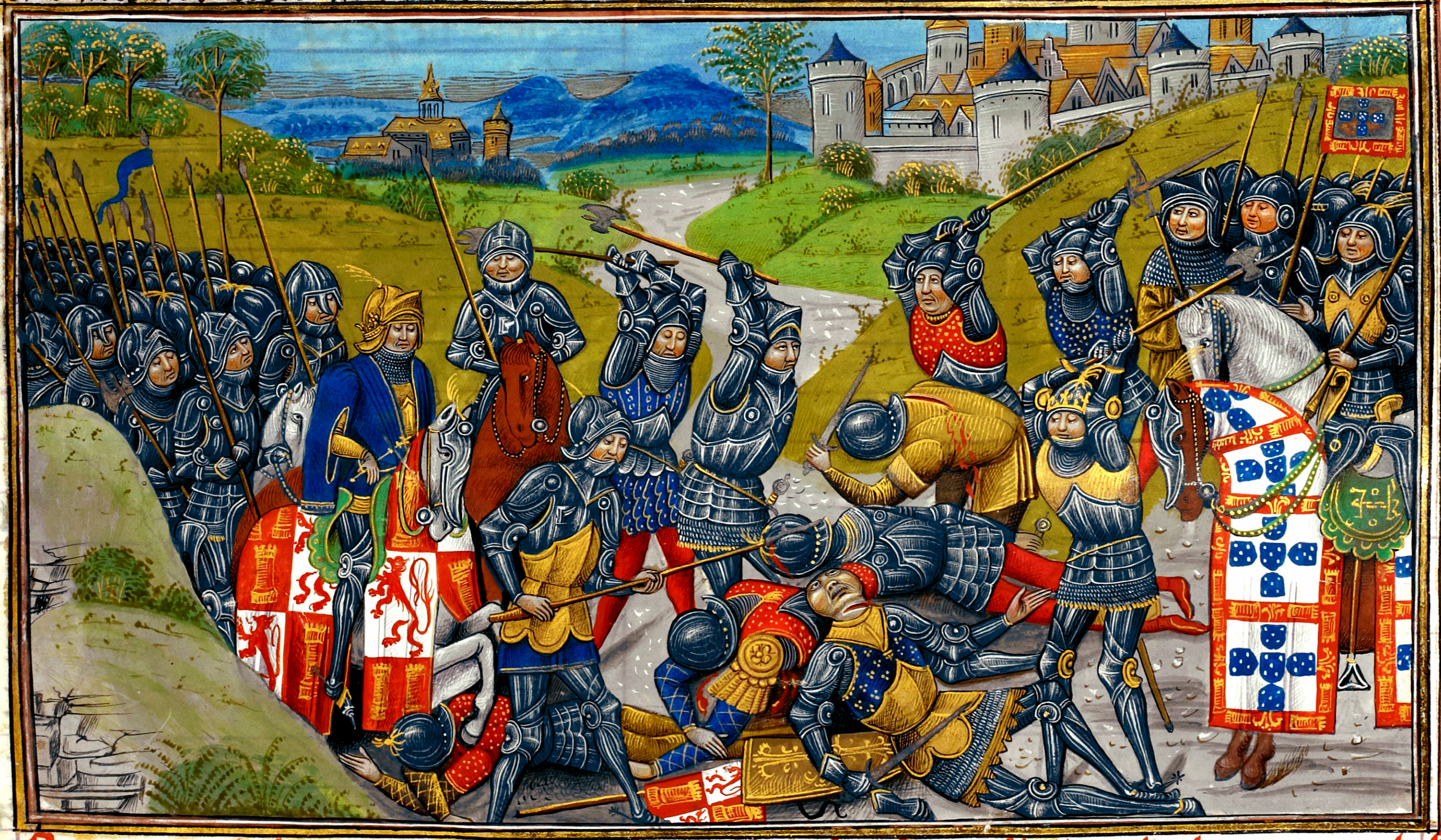
Jean d’Wavrin: Die Schlacht von Aljubarrota, 1479/80

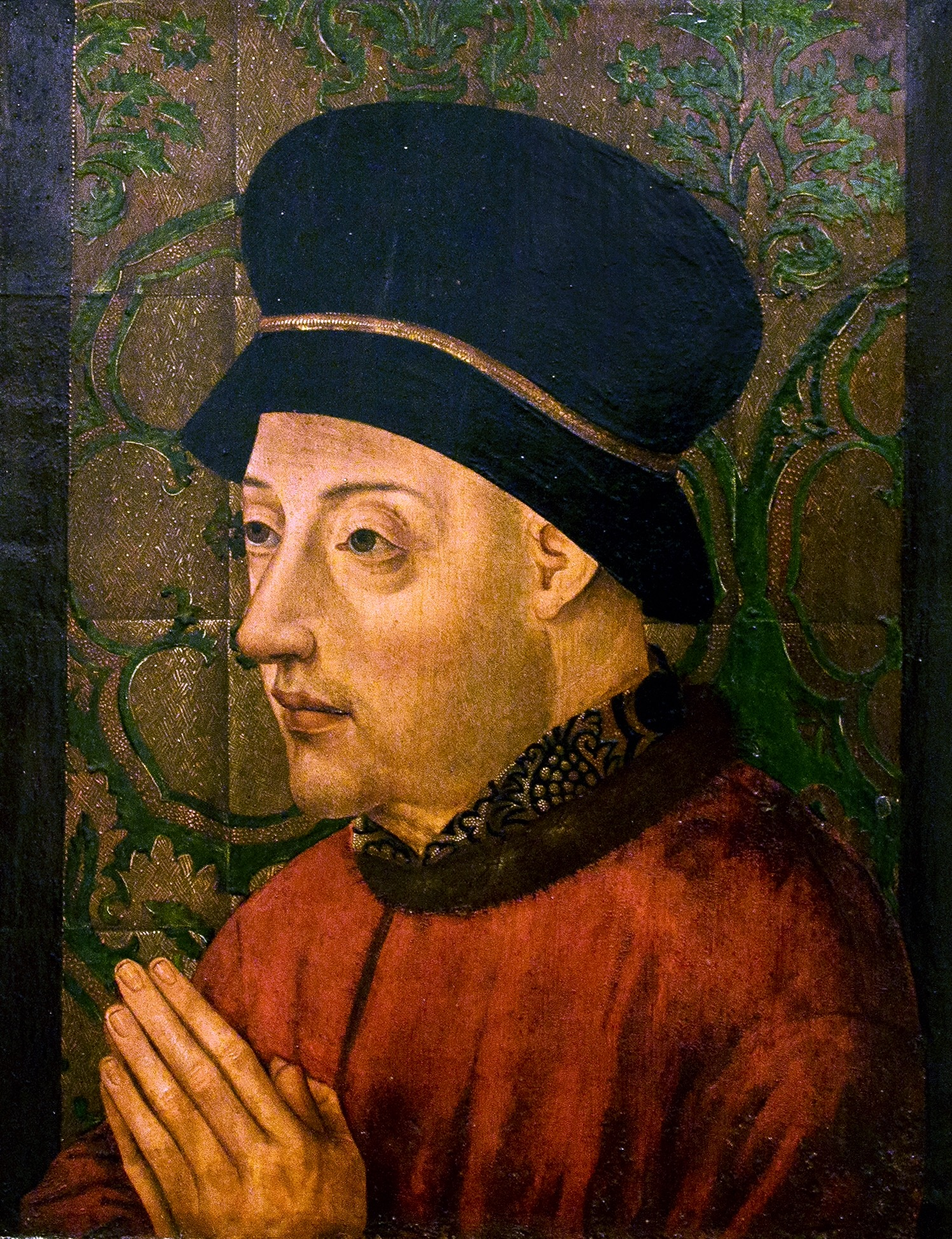
König Johann I. von Portugal

Während im Norden Portugals die Kastilier zurückgeschlagen und Angriffe auf Kastilien durchgeführt wurden, erreichte im Süden  Johann I. am 8. April 1384 mit dem größten Teil seiner Truppen  Lissabon und belagerte mit Hilfe der kastilischen Flotte Lissabon. Die Portugiesen leisteten erfolgreich Widerstand. Als bei den Kastiliern die Pest ausbrach, musste er am 3. September aufgrund der hohen Verluste die Belagerung aufheben und sich zurückziehen.
Die Kastilier marschierten im nächsten Jahr mit französischer Unterstützung wieder ein, während Portugal Verstärkung von den Engländern bekam. Am 14. August 1385 kam es bei der Schlacht von Aljubarrota zur Entscheidung. Unter dem Oberkommando von Nuno Álvares Pereira schlugen portugiesische und englische Streitkräfte das zahlenmäßig größere und besser ausgerüstete kastilische Heer vernichtend. Dabei wendeten sie eine Taktik an, die die Engländer bereits erfolgreich in Frankreich in der Schlacht von Crecy und in der Schlacht von Poitiers angewendet hatten. Nach dieser Niederlage gab Kastilien die portugiesischen Gebiete endgültig auf.

## Konsequenzen
Damit waren die Ansprüche Kastiliens auf den portugiesischen Thron für fast zweihundert Jahre abgewehrt und die portugiesische Unabhängigkeit gesichert. Die Cortes wählten Johann von Avis zum König von Portugal.
Als Johann I. war er der erste König, der mit Hilfe des Bürgertums in Portugal an die Macht gekommen war. Nach seiner Machtübernahme gründete er die Dynastie Avis, die Portugal von 1385 bis 1580 regierte. John of Gaunt versuchte die Situation zu nutzen, um ein letztes Mal seinen Anspruch auf den kastilischen Thron durchzusetzen, scheiterte aber mangels Unterstützung in Kastilien.
England und Frankreich strebten nun einen temporären Frieden an, da sie kriegsmüde waren und erkannt hatten, dass sie die Situation nicht mehr zu ihren Gunsten ändern konnten. Dies war das Ende der Ersten Phase des Hundertjährigen Krieges.